# قائمة أسماء الدول البديلة
لمعظم دول العالم أسماء بديلة. خضعت أيضاً بعض الدول لتغيير أسماء المواقع الجغرافية لأسباب سياسية أو غيرها. يقدم هذا المقال كل الأسماء البديلة المعروفة لجميع الأمم والبلدان والدول ذات السيادة.
| الوصف                       | الأسماء الأخرى أو الأسماء القديمة دول لم تتغير اسمائها |
| --------------------------- | --- |
| ألبانيا                     | جمهورية ألبانيا باللغة الألبانية العامية - Shqipëria باللغة الألبانية الرسمية - Republika e Shqipërisë |
| الجزائر                     | الاسم الرسمي بالإنجليزية - People's Democratic Republic of Algeria العربية العامية - الجزائر العربية الرسمية - الجمهورية الجزائرية الديمقراطية الشعبية |
| الأرجنتين                   | الاسم الرسمي بالإنجليزية - Argentine Republic الإسبانية العامية -la Argentina الإنجليزية القديمة - the Argentine |
| أرمينيا                     | بالإنجليزية - Armenia باللغة الأرمنية - Հայաստան |
| أستراليا                    | الاسم الرسمي بالإنجليزية - Australia اسم قديم بالإنجليزية - هولندا الجديدة () |
| النمسا                      | الاسم الرسمي بالإنجليزية - Republic of Austria الاسم الرسمي بالألمانية - Republik Österreich بالألمانية العامية - Österreich |
| بنغلاديش                    | أسماء قديمة - باكستان الشرقية، البنغال الشرقية الاسم الرسمي بالإنجليزية - People's Republic of Bangladesh |
| بيلاروس                     | الاسم الرسمي بالإنجليزية - Republic of Belarus باللغة الليتوانية - Gudija الاسم السابق - Byelorussia - روسيا البيضاء |
| بليز                        | الاسم الرسمي بالإنجليزية - Belize الاسم السابق - هندوراس البريطانية |
| بنين                        | الاسم السابق - داهومي الاسم الرسمي بالإنجليزية - Republic of Benin الاسم الرسمي بالفرنسية - République du Bénin |
| بوتسوانا                    | الاسم السابق - بتشوانالاند الاسم الرسمي بالإنجليزية - Republic of Botswana |
| البرازيل                    | اللغة الأم، ما قبل الاستعمار، توبي-غواراني) - بندوراما الاسم المستخدم في المراحل الأولى من الاستعمار البرتغالي - Terra de Santa Cruz الاسم الرسمي بالبرتغالية - Ilha de Vera Cruz الاسم الرسمي بالإنجليزية - Federative Republic of Brazil الاسم الرسمي بالإيطالية - Terra di Papaga |
| بوركينا فاسو                | الاسم السابق - فولتا العليا الاسم السابق بالفرنسية - Haute-Volta لفظ فرنسي غير رسمي - Bourkina-Fasso؛ بقي هذا الاسم بعد تغييره من فولتا العليا عام 1984 لبضعة أيام حتى وضحت الحكومة التهجئة الرسمية |
| كمبوديا                     | الاسم الرسمي بالإنجليزية - Cambodia الاسم السابق الرسمي - جمهورية الخمير الاسم السابق الرسمي - كمبوتشيا الديمقراطية اسم سابق رسمي - جمهورية كمبوتشيا الشعبية |
| كندا                        | الاسم التاريخي بالإنجليزية - Dominion of Canada الاسم التاريخي بالفرنسية - Dominion du Canada Francisca كما هو في خريطة قديمة) |
| جمهورية أفريقيا الوسطى      | الاسم السابق بالفرنسية - Oubangui-Chari الإنجليزية - Ubangi-Shari الاسم الرسمي بالفرنسية - République Centrafricaine الاسم السابق - إمبراطورية أفريقيا الوسطى |
| تشيلي                       | الإنجليزية - Chile في عهد الاستعمار الإسباني - مملكة تشيلي Kingdom of Chile - Reyno de Chile |
| الصين                       | الاسم الرسمي بالإنجليزية - People's Republic of China الاسم الرسمي بالعربية - جمهورية الصين الشعبية الاسم الرسمي بالصينية - 中华人民共和国 الاسم المختصر - PRC الاسم الشعبي - 中国 - China - الصين الاسم المستخدم من قبل الدول الغربية - الصين الشيوعية - Communist China بر الصين الرئيسي\ 中国大陆/中国內地 - يشير إلى المنطقة التي تديرها الحكومة الصينية منذ نهاية الحرب الأهلية الصينية كاثي، Cathay - اسم عفا عليه الزمن ويستخدم في الشعر والأدب فحسب                                                                       |
| جمهورية الكونغو الديمقراطية | الاسم الرسمي بالإنجليزية - Democratic Republic of the Congo الاسم السابق الرسمي - زائير Zaire من الفترة 1971 - 1997، ولا يزال الاسم مستخدماً للتمييز عن جمهورية الكونغو الاسم المختصر - DRC الكونغو كينشاسا - يقابل الاسم الكونغو برازافيل اسم سابق - الكونغو البلجيكية، استخدم هذا الاسم أثناء الاستعمار البلجيكي من الفترة 1908 - 1960 اسم سابق (1885 - 1908) - دولة الكونغو الحرة اسم سابق (1960-1964) - جمهورية الكونغو (ليوبولدفيل) - في تلك الفترة حملت كلتا الجمهوريتين نفس الاسم                                           |
| جمهورية الكونغو             | الاسم الرسمي بالإنجليزية - Republic of the Congo الاسم الشائع - الكونغو الكونغو برازافيل- يقابل الكونغو كينشاسا اسم سابق - الكونغو الفرنسية - استخدم أثناء الاستعمار الفرنسي 1880 - 1910 |
| كرواتيا                     | الاسم الرسمي بالإنجليزية - Croatia الاسم الرسمي بالكرواتية - Hrvatska ويستخدم بالصربية والبوسنية والمونتينيغروية الاسم بالسلوفانية - Hrvaška |
| التشيك                      | الاسم الرسمي بالإنجليزية - Czech Republic الاسم الرسمي بالتشيكية (والسلوفاكية) - Česká republika الاسم بالعامية التشيكية والسلوفاكية - Česko الاسم السابق - بوهيميا (بالإنجليزية Bohemia) |
| جيبوتي                      | الاسم الرسمي بالإنجليزية - Republic of Djibouti اسم سابق - الأراضي الفرنسية من عفار وعيسى، صومالي لاند الفرنسية، إقليم أوبوك الاسم الرسمي بالفرنسية - République de Djibouti |
| الدنمارك                    | بالإنجليزية - Denmark بالعامية الدنماركية والسويدية والنرويجية - Danmark |
| مصر                         | الاسم الرسمي بالعربية - جمهورية مصر العربية الاسم الرسمي بالإنجليزية - Arab Republic of Egypt بالعربية العامية -مصر باللاتينية - Aegypt بالقبطية - Kīmi |
| إستونيا                     | بالعامية الإستونية - Eesti بالعامية الألمانية، السويدية، الدنماركية، النرويجية، الألمانية - Estland |
| إثيوبيا                     | بالإنجليزية Ethiobia بالتركية - Habeshastan الاسم الرسمي بالإنجليزية - Federal Democratic Republic of Ethiopia بالألمانية العامية - Ethiopië بالعربية - الحبشة |
| فنلندا                      | الاسم بالإنجليزية الرسمية - Republic of Finland بالفنلندية العامية - Suomi بالفنلندية الرسمية - Suomen tasavalta بالسويدية الرسمية - Republiken Finland |
| فرنسا                       | بالإنجليزية الرسمية - French Republic بالفرنسية الرسمية - République Française بالعامية الفرنسية والاسم المتداول في الصحافة - L'Hexagone الاسم القديم - بلاد الغال Gaul |
| جورجيا                      | الاسم الرسمي بالإنجليزية Georgia اسم سابق - إبيريا (القوقاز)، جورجيا الشرقية اسم سابق - كولخيس، جورجيا الغربية جورجيا (استخدم عادة كاسم مسيحي) جورجيا (سابق، قبل دستور عام 1995) |
| ألمانيا                     | الاسم الشائع بالإنجليزية - Germany الاسم الرسمي بالإنجليزية - Federal Republic of Germany الألمانية العامية -Deutschland <br، Duitsland /> الألمانية الرسمية - Bundesrepublik Deutschland، وكان هذا الاسم يستخدم رسمياً لألمانيا الغربية)، الاختصار باللغة الألمانية - BRD ألمانيا الشرقية، جمهورية ألمانيا الديمقراطية، GDR، Deutsche Demokratische Republik أو DDR. في اللغات الرومنسية يستخدم اسم Germany وفي اللغات السلافية تغيرت من Nemacia. تستخدم بعض اللغات pars pro toto أسماء كـ بافاريا أو ساكسونيا أو بروسيا السابقة. |
| اليونان                     | الاسم الرسمي والعامي - Grace الاسم الشائع باليونانية - Hellada اليونانية الرسمية (الوصف باليونانية) - Ελλάς الاسم الرسمية بالإنجليزية - Hellenic Republic |
| غينيا بيساو                 | الاسم السابق - غينيا البرتغالية الاسم الرسمي بالإنجليزية - Republic of Guinea-Bissau برتغالية قديمة جداً - Guiné-Bissao Guinea (اختصاراً، تستخدم عندما السياق يميز غينيا بيساو بوضوح من جمهورية غينيا المجاورة) |
| هنغاريا                     | المجر الاسم الرسمي بالإنجليزية - Hungary اللغة الهنغارية الرسمية - Magyar Köztársaság اللغة الهنغارية العامية - Magyarország |
| آيسلندا                     | الاسم الرسمي بالإنجليزية - Republic of Iceland الاسم الرسمي بالآيسلندية - Lýðveldið Ísland أسماء أخرى - Fold - Thule - Ísafold |
| الهند                       | الاسم الرسمي لغة هندية - بهارات Bhārat الاسم الرسمي بالهندوسية - Bhārat Gaṇarājya الاسم الرسمي بالإنجليزية - India - Union of India الاسم غير الرسمي بالهندية والأوردو - هندوستان Hindustan بالعربية والفارسية والأوردو - الهند باللغة السنسكريتية - Aryavarta |
| إندونيسيا                   | نوسانتارا - يعود هذا الاسم للفترة الهندية إنسوليندي - من الحقبة الاستعمارية |
| إيران                       | سميت إيران قديماً باسم "فارس" وهو اسم أطلقه عليها اليونانيون القدماء، ولا زال هذا الاسم المستخدم محلياً. ثم طلبت إيران عام 1932 أن يصبح اسمها الرسمي دولياً "إيران" بدلاً من Persia على الرغم من أن الاسمين لا زالا مستخدمان اليوم. كما يستخدم اسم "بلاد فارس" بالعربية والأوردو. |
| العراق                      | الاسم السابق - بلاد الرافدين |
| أيرلندا                     | الاسم الرسمي بالإيرلندية - Eire الاسم الرسمي بالإنجليزية - Ireland - Republic of Ireland أسماء أخرى - Erin، Banba، Fodla الاسم اللاتيني - Hibernia |
| إسرائيل                     | الاسم الرسمي بالإنجليزية - State of Israel الاسم الرسمي بالعبرية - מדינת ישראל (Medinat Yisra'el) الاسم الرسمي بالعربية - دَوْلَة إِسْرَائِيل أسماء غير رسمية - الدولة اليهودية - الدولة العبرية - الأرض المقدسة - أرض إسرائيل Eretz Yisrael (ארץ ישראל) |
| إيطاليا                     | الاسم الرسمي بالإيطالية - Repubblica Italiana الاسم الشائع - Italia أسماء أخرى - Ausonia، Esperia، Enotria، Tirrenia |
| كوت ديفوار                  | بالإنجليزية والفرنسية الرسمية - Côte d'Ivoire طلبت جمهورية كوت ديفوار أن يتم استخدام الاسم الفرنسي رسمياً بكافة اللغات |
| جامايكا                     | الاسم بالإسبانية - Xamayca |
| اليابان                     | الاسم الرسمي باللغة اليابانية - Nippon (日本) اسم تاريخي - Ōyashima (大八洲) - يعني بلد الجزر الثمانية العظمى |
| الأردن                      | الاسم الرسمي بالإنجليزية - Hashemite Kingdom of Jordan الاسم الرسمي بالعربية - المملكة الأردنية الهاشمية |
| كازاخستان                   | الاسم الرسمي بالإنجليزية - Republic of Kazakhstan الاسم الرسمي بالإنجليزية (مختصر) - Kazakhstan الاسم الرسمي باللغة الكازاخية - Қазақстан |
| كينيا                       | الاسم الرسمي بالإنجليزية - Kenya الاسم الرسمي باللغة السواحلية - Jamhuri ya Kenya اسم قديم - محمية أفريقيا الشرقية، استخدمت بريطانيا هذا الاسم عندما كانت كينيا في وضع "محمية" قبل أن تصبح مستعمر من 1880 حتى 1920. |
| كوريا - كوريا الجنوبية      | الاسم الرسمي بالإنجليزية - South Korea الاسم الرسمي باللغة الكورية - Dae-han-min-guk |
| لاتفيا                      | باللاتفية العامية - Latvija بالألمانية - lettland الألمانية، الألمانية القديمة، السويدية، النرويجية - letland |
| ليسوتو                      | اسم سابق بالإنجليزية - باسوتولاند الاسم الرسمي بالإنجليزية - Kingdom of Lesotho |
| ليتوانيا                    | بالليتوانية العامية - Lietuva بالروسية العامية - Литва (Litva) |
| مالاوي - (الاسم الشائع)     | الاسم السابق - Nyasaland الاسم الرسمي بالإنجليزية - Republic of Malawi |
| ماليزيا                     | الاسم الرسمي - Persekutuan Malaysia الاسم الكامل الرسمي بالإنجليزية - Federation of Malaysia مالايا، صباح و سراوق (سابق، أسماء أجزاء مختلفة من البلاد أسماء أخرى - Tanah Melayu أو أرض المالاي بلغة المندرين العامية - 马来西亚/ Mǎláixīyà ()، بلغة التاميل العامية - மலேசியா/ Malesiya |
| موريتانيا                   | الاسم الرسمي بالإنجليزية - Islamic Republic of Mauritania ، الاسم الرسمي بالعربية - جمهورية موريتانيا الإسلامية الاسم الرسمي بالفرنسية - République Islamique de Mauritanie |
| المكسيك                     | الاسم الرسمي بالإنجليزية - United Mexican States الاسم الرسمي بالإسبانية - Estados Unidos Mexicanos الاسم المختصر بالإسبانية - México اسم إسباني بديل Méjico |
| جمهورية مقدونيا             | الاسم الرسمي باللغة المقدونية - Македонија الاسم اللاتيني - Paeonia الاسم الاسبق عندما كانت تابعة ليوغسلافيا السابقة - جمهورية مقدونيا اليوغسلافية Vardar Banovina |
| مولدوفا                     | الاسم الرسمي - Moldova الاسم السوفياتي السابق - جمهورية مولدوفا السوفيتية الاشتراكية الاسم السوفياتي السابق بالمولدافية - Република Советикэ Сочиалистэ Молдовеняскэ أسماء قديمة تاريخية - بيسارابيا، بيسارابيا الاسم السابق العامي والرسمي في عهد الإمبراطورية العثمانية بالتركية - Boğdan (أرض فويفودا الأولى بوغدان). |
| الجبل الأسود                | الاسم الرسمي بلغات مختلفة - Montenegro الاسم الرسمي بلغات مونتينيغرو والصربية والكرواتية - Crna Gora الاسم الرسمي باللغة الألبانية - Mali i Zi |
| ميانمار                     | الاسم الرسمي - Republic of the Union of Myanmar الاسم الشائع - بورما |
| هولندا                      | الاسم الرسمي بالإنجليزية - Netherlands الاسم الرسمي الكامل بالإنجليزية - Kingdom of the Netherlands الاسم الرسمي بالهولندية - het Koninkrijk der Nederlanden الاسم الشائع بعدة لغات - Holland اسم سابق بالهولندية - Bataafse Republiek اسم سابق بالإنجليزية - Batavian Republic اسم سابق بالإنجليزية - Republic of the Seven United Netherlands اسم سابق - Low Countries البلدان المنخفضة |
| نيوزيلندا                   | الاسم الرسمي بالإنجليزية - New Zealand الاسم السابق بالإنجليزية - مملكة نيوزيلندا Realm of New Zealand وتضم جزر كوك ونيوي وتوكيلاو، وروس. الاسم السابق بالإنجليزية - دومنيون نيوزيلندا Dominion of New Zealand |
| النرويج                     | الاسم الشائع بالإنجليزية - Norway الاسم الشائع بالنرويجية والألمانية والسويدية والبوكمول- Norge الاسم الرسمي بالإنجليزية - Kingdom of Norway الاسم الرسمي بالنرويجية - Kongeriket Norge |
| نيبال                       | الاسم الشائع بالإنجليزية - Nepal الاسم الرسمي باللغة النيبالية - संघिय लोकतान्त्रिक गणतन्त्र नेपाल saṃghiya lokatāntrika gaṇatantra nepāla الاسم الرسمي بالإنجليزية - Federal Democratic Republic Of Nepal |
| باكستان                     | الاسم الشائع بالإنجليزية - Pakistan الاسم الرسمي بالإنجليزية - Islamic Republic of Pakistan الاسم الرسمي التاريخي بالإنجليزية - Dominion of Pakistan أسماء تاريخية غير رسمية - Sindhustan، Indosyncthia |
| بالاو                       | الاسم الشائع بالإنجليزية - Palau الاسم الرسمي بالإنجليزية - Republic of Palau |
| بيرو (الإنجليزية، عامة)     | الاسم الشائع بالإنجليزية - Peru الاسم الرسمي بالإنجليزية - Republic of Peru الاسم الرسمي بالإسبانية - República del Perú الاسم السابق بالإنجليزية - Peruvian Republic |
| بولندا                      | الاسم الشائع بالإنجليزية - Poland الاسم الشائع بالبولندية - Polska الاسم الرسمي بالإنجليزية - Republic of Poland الاسم الرسمي بالبولندية - Rzeczpospolita Polska الاسم السابق بالإنجليزية - People's Republic of Poland (أثناء الحكم الشيوعي) الاسم السابق بالبولندية - Polska Rzeczpospolita Ludowa (أثناء الحكم الشيوعي) اسم سابق بالإنجليزية - United Commonwealth of the Two Nations |
| البرتغال                    | الاسم الشائع بالإنجليزية - Portugal الاسم الرسمي بالإنجليزية - Portuguese Republic |
| الفلبين                     | الاسم الشائع بالإنجليزية - Philippines الاسم الشائع بالإسبانية - Filipinas الاسم الرسمي بالفلبينية - Repúblika ng Pilipinas الاسم الرسمي بالإنجليزية - Republic of the Philippines اسم تاريخي - جزر سانت لازاروس Islas de San Lazaro، أطلق هذا الاسم على الجزر فرديناند ماجلان سميت الفلبين بهذا الاسم نسبة لملك إسبانيا فيليب الثاني |
| بويرتو ريكو                 | الاسم الشائع بالإنجليزية والإسبانية - Puerto Rico الاسم الرسمي بالإسبانية - Estado Libre Asociado de Puerto Rico الاسم الرسمي بالإنجليزية - Commonwealth of Puerto Rico أسماء سابقة - Borikén, Borinquen, or Borinken |
| روسيا                       | الاسم الشائع بالإنجليزية - Russia الاسم الرسمي بالإنجليزية - Russian Federation الاسم الرسمي بالروسية - Российская Федерация الاسم السابق بالإنجليزية - Russian Socialist Federative Soviet Republic |
| رومانيا                     | الاسم الشائع بالإنجليزية - Romania الاسم الرسمي بالرومانية - România أسماء سابقة بالإنجليزية - Romanian People's Republic، Socialist Republic of Romania (أسماء شيوعية سابقة) أسماء سابقة بالرومانية - Republica Populară Romînă، Republica Socialistă România (أسماء شيوعية سابقة) |
| رواندا                      | الاسم الشائع بالإنجليزية - Rwanda الاسم الرسمي بالإنجليزية - Republic of Rwanda الاسم الشائع بالفرنسية - République du Rwanda |
| سانت كيتس ونيفيس            | الاسم الرسمي بالإنجليزية - Federation of Saint Kitts and Nevis الاسم الرسمي السابق بالإنجليزية - Saint Christopher-Nevis-Anguilla |
| السعودية                    | الاسم الشائع بالإنجليزية - Saudi Arabia الاسم الرسمي بالعربية - المملكة العربية السعودية الاسم الرسمي بالإنجليزية - Kingdom of Saudi Arabia الاسم المختصر - KSA (السعودية) |
| صربيا                       | الاسم الشائع بالإنجليزية - Serbia الاسم الشائع بالصربية - Srbija الاسم الرسمي بالإنجليزية - Republic of Serbia الاسم الرسمي بالصربية - Republika Srbija أسماء قديمة - Serbia and Montenegro أو يوغسلافيا Yugoslavia |
| سنغافورة                    | الاسم الشائع بالإنجليزية - Singapore الاسم الرسمي بالإنجليزية - Republic of Singapore باللغة المالاوية - Singapura باللغة السنسكريتية - Sinhapura (أرض الأسود) الاسم الشائع بالصينية - Xīnjiāpō/新加坡 |
| جنوب أفريقيا                | الاسم الشائع بالإنجليزية - South Africa الاسم الرسمي بالإنجليزية - South Africa الاسم الرسمي باللغة الأفريقانية - Suid-Afrika الاسم السابق الرسمي باللغة الهولندية - Zuid-Afrika |
| إسبانيا                     | الاسم الشائع بالإسبانية - España الاسم الرسمي بالإسبانية - Reino de España الاسم الشائع بالكاتالانية - Espanya |
| سريلانكا                    | الاسم الشائع بالإنجليزية والسنسكريتية Sri Lanka الاسم الرسمي بالإنجليزية - Democratic Socialist Republic of Sri Lanka أسماء أخرى - أرض السنهاليين Land of Sinhalese، جزيرة الأحجار الكريمة Island of Gems، elangai، Taprobane |
| السودان                     | الاسم الرسمي بالإنجليزية - Sudan الاسم القديم كمستعمرة إنجليزية - السودان الإنجليزي المصري الاسم القديم - نوبيون |
| سورينام                     | الاسم الشائع بالإنجليزية - Suriname الاسم السابق بالإنجليزية - غيانا الهولندية Netherlands Guiana الاسم الرسمي بالإنجليزية - Republic of Suriname الاسم الرسمي بالهولندية - Republiek Suriname |
| السويد                      | الاسم الشائع - السويد Sweden الاسم الرسمي بالإنجليزية - Kingdom of Sweden الاسم الرسمي بالسويدية - Konungariket Sverige |
| سويسرا                      | الاسم الرسمي بالإنجليزية -Switzerland الاسم الشائع (بالإلمانية والدنماركية والسويدية) - Schweiz الاسم الرسمي بالألمانية - Schweizerische Eidgenossenschaft الاسم الشائع بالفرنسية - Suisse الاسم الرسمي بالفرنسية - Confédération suisse الاسم الشائع بالإيطالية - Svizzera الاسم الرسمي بالإيطالية - Confederazione Svizzera الاسم اللاتيني - Helvetia، يستخدم أحياناً كاسم رسمي |
| تايوان                      | الاسم الرسمي بالإنجليزية - Taiwan الاسم الرسمي بالصينية - 中華民國 الاسم الشائع بالصينية - 臺灣 التسمية الدولية - تايبيه الصينية Chinese Taipei تايبيه Taipei - الاسم المستخدم من قبل الصين والتي تعني أن تايوان جزء من الصين اسم سابق - فرموزا Formosa |
| تنزانيا                     | الاسم الشائع بالإنجليزية - Tanzania الاسم السابق - جمهورية تنجانيقا وزنجبار المتحدة الاسم السابق بالإنجليزية - United Republic of Tanganyika and Zanzibar الاسم الرسمي بالإنجليزية - United Republic of Tanzania |
| تايلاند                     | الاسم الشائع بالإنجليزية - Thailand الاسم الرسمي بالإنجليزية - Kingdom of Thailand |
| ترانسنيستريا                | الاسم الرسمي بالإنجليزية - Pridnestrovian Moldavian Republic الاسم الرسمي - Pridnestrovskaia Moldavskaia Respublica |
| ترينيداد وتوباغو            | الاسم الشائع بالإنجليزية - Trinidad and Tobago ترينيداد تعني أرض "طائر الطنان" ويعتقد بأن الاسم مستمد من لغة أراواك. الاسم الرسمي بالإنجليزية - Republic of Trinidad and Tobago اسم غير رسمي بالإنجليزية - Trinbago |
| تونس                        | الاسم الشائع بالإنجليزية - Tunisia الاسم الرسمي بالعربية - الجمهورية التونسية الاسم الشائع بالإنجليزية والفرنسية - Tunisia الاسم الرسمي بالإنجليزية - Republic of Tunisia |
| تركيا                       | الاسم الشائع بالإنجليزية - Turkey الاسم الرسمي بالتركية - Türkiye Cumhuriyet الاسم السابق - الدولة العثمانية، الامبراطورية التركية Turkish Empire |
| توفالو                      | الاسم الرسمي - Tuvalu |
| الولايات المتحدة            | الاسم الرسمي - United States of America الولايات المتحدة الأمريكية الأسماء العامية - America, the States, US, USA أسماء قديمة - كولومبيا Columbia، فريدونيا Freedonia، أبالاتشيا Appalachia، أليغاني Alleghany (الاسم المقترح بعد حرب الاستقلال الأمريكية)، يوسونيا Usonia، يوسونا Usona |
| المملكة المتحدة (اسم مختصر) | المملكة المتحدة المكونة من بريطانيا العظمى وإيرلندا الشمالية بالعامية - بريطانيا Britain، بريطانيا العظمى، أسماء أخرى - ألبيون Albion، أنغليا Anglia، ألبا Alba (أسكتلندي)، كاليدونيا |
| الإمارات العربية المتحدة    | الاسم الرسمي بالعربية - الإمارات العربية المتحدة الاسم المختصر بالعربية - الإمارات الاسم الرسمي بالإنجليزية - United Arab Emirates الاسم القديم بالإنجليزية - Trucial States (الولايات المتصالحة)، وقد كان هذا الاسم المتداول قبل عام 1971. الاسم المختصر بالإنجليزية - UAE ، U.A.E |
| فانواتو                     | الاسم السابق - هبريدس الجديدة، وهو الاسم السابق الذي استخدم أثناء حكمي الاستعمار البريطاني والفرنسي 1906-1980 الاسم الرسمي السابقة بالفرنسية - Nouvelles Hebrides الاسم الرسمي بالفرنسي - République de Vanuatu |
| فيتنام                      | الاسم السابق بلغات أجنبية - An Nam أسماء قديمة - Champa (المملكة التاريخية)، Đại Việt (المملكة التاريخية)، Giao Chỉ (الاسم السابق المقاطعة الصينية) الهند الصينية الفرنسية (الاسم السابق في ظل الاستعمار الفرنسي عندما كانت متحدة مع لاوس وكمبوديا)، Lĩnh Nam (اسم أدبي) الاسم الرسمي بالعربية - جمهورية فيتنام الاشتراكية الاسم الرسمي بالإنجليزية - Socialist Republic of Vietnam |
| زامبيا                      | الاسم السابق - رودسيا الشمالية الاسم الرسمي بالإنجليزية - Republic of Zambia |
| زيمبابوي                    | الاسم السابق - روديسيا أو جمهورية روديسيا أو روديسيا الجنوبية الاسم الرسمي بالإنجليزية - Republic of Zimbabwi |